# Épense

Épense este o comună în departamentul Marne, Franța. În 2009 avea o populație de 105 de locuitori.